# Mariano Fernández de Echeverría y Veytia

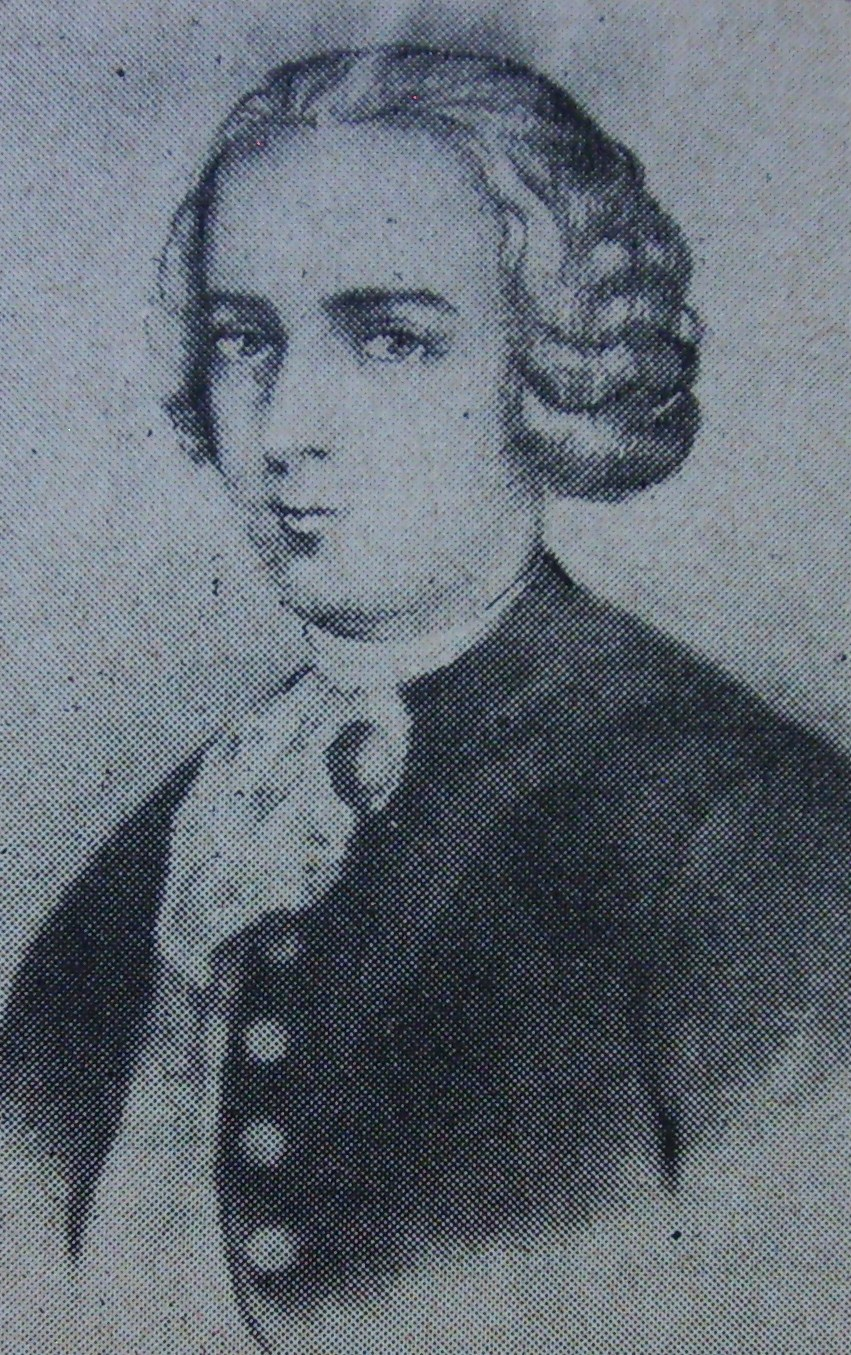
Mariano Fernández de Echeverría y Veytia

Mariano Fernández de Echeverría y Veytia (* 16. Juli 1718 in Puebla, Mexiko; † 25. Februar 1780 (nach anderen Quellen 1779) ebenda) war ein mexikanischer Historiker, der die präkolumbische Geschichte Mexikos erforschte.

## Leben
Mariano Veytia entstammte einer Familie von Juristen, die sich in Puebla niedergelassen hatte.
Schon im Alter von 15 Jahren begann Mariano Veytia, sich mit Philosophie zu befassen. 1736 schloss er die juristische Ausbildung im Zivilrecht ab und wurde 1737 mit einer Sondererlaubnis des Vizekönigs Juan Antonio de Vizarrón y Eguiarreta als Anwalt an der Real Audiencia von Mexico zugelassen.
1737 reiste er nach Spanien und begann seine Reiseerlebnisse niederzuschreiben. Bis 1739 bereiste er Europa und lernte Frankreich, Holland, Italien und Portugal kennen. Er kam bis England und Palästina. 1742 wurde er in Madrid in den Orden von Santiago aufgenommen.
Nach seiner Rückkehr nach Mexiko trat er 1768 in das Kloster San Agustín von Puebla ein. Dort widmete er sich zurückgezogen den Studien über die frühe Geschichte Mexikos. Dabei konnte er auf die Notizen und das Originalmaterial zugreifen, die von Lorenzo Boturini de Benaducci gesammelt und 1743 von der Kolonialverwaltung konfisziert worden waren.
Bei seinem Tode hinterließ er umfangreiche Manuskripte zur Geschichte seiner Heimatstadt und des präkolumbischen Mexikos. Vizekönig Martín de Mayorga befahl, die Manuskripte zu sammeln und zu bewahren, um sie vor dem Verfall zu retten.
Postum erschien 1820 sein Buch Baluartes de México. 1836 folgte sein Hauptwerk Historia Antigua de México. Eine weitere Abhandlung zur Kirchengeschichte, Historia Eclesiástica, blieb unveröffentlicht.

## Nachlass
Teile der Notizen und Quellen von Boturini gelangten in die Hand von Eugène Goupil, der sie der Pariser Nationalbibliothek vermachte.

## Schriften
- Baluartes de México. Descripción histórica de las cuatro milagrosas imágenes de nuestra Señora que se veneran en la muy noble, leal, e imperial ciudad de México, capital de la Nueva España, a los cuatro vientos principales, en sus extramuros, y de sus magnificos santuarios, con otras particularidades. Alejandro Valdés, Mexiko-Stadt 1820.
- Historia Antigua de México, 3 Bände. Herausgegeben von C. Francisco Ortega. Juan Ojeda, Mexiko-Stadt 1836.
- Historia de la Fundación de la Ciudad de la Puebla de los Angeles en la Nueva España. Su descripción y presente estado. Herausgegeben von Fidel Felís. Imprenta Labor, Puebla 1931.
  - Bd. 1: De la fundación de la muy noble y muy leal Ciudad de los Angeles en la Nueva España
  - Bd. 2: De la santa iglesia catedral y sus illmos. prelados. De las parroquias y conventos de religiosos y religiosas, colegios y hospitales, que hay en la Ciudad de los Angeles